# Comuna Barativka, Novîi Buh
Barativka (în ucraineană Баратівка) este o comună în raionul Novîi Buh, regiunea Mîkolaiiv, Ucraina, formată din satele Antonivka, Barativka (reședința), Hannivka, Maiorivka, Mala Hannivka, Novopetrivka și Vivseanivka.

## Demografie
Componența lingvistică a comunei Barativka
     Ucraineană (96,22%)
     Rusă (2,61%)
     Alte limbi (1,08%)
Conform recensământului din 2001, majoritatea populației comunei Barativka era vorbitoare de ucraineană (96,22%), existând în minoritate și vorbitori de rusă (2,61%).